# Lords of the Underground
I Lords of the Underground (L.O.T.U.G.) sono un trio hip-hop nato a Newark, New Jersey. Gli MC Mr Funke e DoItAll Dupré incontrano DJ Lord Jazz presso l'Università di Shaw.
Il gruppo ha pubblicato il loro album di debutto, Here Come the Lords il 30 marzo 1993, con la produzione di Marley Marl e K-Def. L'album ha raggiunto il numero 66 nella Billboard 200 con l'uscita di cinque singoli, tra cui la canzone emblema del gruppo, "Chief Rocka".
Il gruppo ha pubblicato il loro secondo album, Keepers of the Funk il 1º novembre 1994. L'album ha raggiunto il numero 47 nella Billboard 200 ed è caratterizzato da tre singoli, di cui il maggior successo fu "Tic Toc". Il gruppo si sciolse nel tardo 1995.
Si sono riuniti per un terzo album Resurrection, uscito nel 1999. I Lords tornarono di nuovo nel 2007 con un quarto album, intitolato House of Lords, ma come Resurrection, non è riuscito ad arrivare alle classifiche di Billboard.
I L.O.T.U.G. sono un gruppo appartenente alla Golden age hip hop.
Nas nel 2007 decise di fare un remix della sua canzone "Where Are They Now?", nella quale ci si interroga riguardo alla sorte dei molti rapper della Golden Age dimenticati col tempo e i Lords parteciparono alla canzone.

## Discografia
- Here Come the Lords (1993)
- Keepers of the Funk (1994)
- Resurrection (1998)
- House of Lords (2007)
- So Legendary (2025)